# Bibliotecă (mobilier)

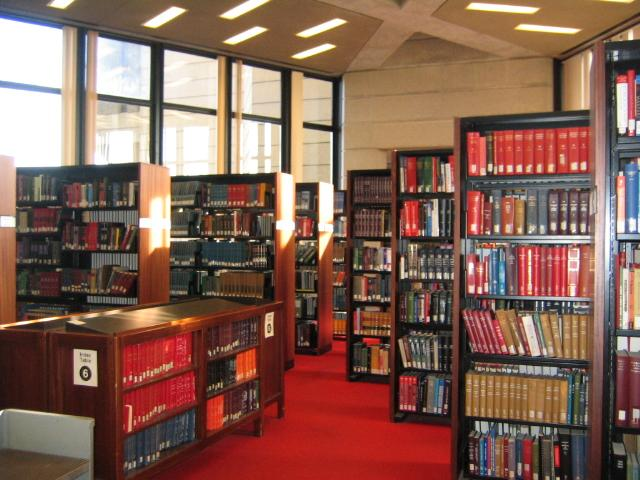
Biblioteci

Biblioteca este o piesă de mobilier cu rafturi, de obicei orizontale, pentru depozitarea cărților. Rafturile, care pot fi dezasamblate pentru a le regla înălțimea, pot primi și alte obiecte decât cărți. În camerele dedicate exclusiv depozitării cărților sau a altor tipărituri, bibliotecile pot fi fixate de pereți și / sau de podea. Ele pot avea uși pentru a proteja cărțile (în special exemplarele rare sau prețioase) de variații de lumină sau umiditate. Deseori ușile sunt vitrate, pentru a permite citirea titlurilor volumelor. Cărțile de format mare (in-folio sau quarto) sunt păstrate de obicei stivuite. Cele mai mari cărți sunt păstrate singure pe un raft.
În unele cazuri, bibliotecile sunt dotate cu sertare sau dulăpioare încorporate.